# 클리블랜드 토막 살인 사건
클리블랜드 토막 살인 사건(Cleveland Torso Murder)은 1930년대 미국 오하이오주의 클리블랜드에서 발생한 연쇄 살인 사건이다. 최소 12명 이상의 희생자가 있는 것으로 추정되며 사체들의 대부분이 목이 잘리거나 심하게 훼손되었다. 또한 범인은 체포되지 않았다.

## 사건
희생자들은 몇몇 예외를 제외하고는 신원이 밝혀지지 않았으나, 공통적으로 대공황 시대의 클리블랜드 빈민가에 살던 빈민층으로 보인다. 피해자들은 예외 없이 머리가 잘린 상태였으며 사체 또한 심하게 훼손된 상태였다. 사체가 반토막이 난 경우도 있었고, 남성의 시신은 대부분 거세된 상태였으며, 어떤 시체에서는 약물이 투여된 흔적도 발견되었다. 발견 당시 부패 정도로 보았을 때, 몇몇 시체들은 사망 이후 몇 년이 지난 것으로 밝혀졌는데, 이와 시체의 머리가 발견되지 않은 것 때문에 피살자의 신원을 밝히기 매우 힘들었다.

## 희생자
이 사건의 희생자는 1935년에서 1938년에 살해된 총 12명으로 발표되었으나 여기에는 이견이 존재한다. 우선 클리블랜드의 형사인 Peter Merylo는 클리블랜드와 피터즈버그 그리고 영스타운에서 1920년과 1950년 사이에 벌어진 총 40여 건의 살인 사건이 동일인물의 소행이라고 주장한다. 또한 1934년 9월 5일에 발견된 신원미상의 여성(그녀에게는 Lady of Lake라는 별명이 붙었다)과 1950년 7월 22일에 발견된 로버트 로버트슨을 포함해야 한다고 주장하는 이들도 있다.
공식적으로 발표된 12명의 희생자 중 오직 두 명만 신원이 확인되었다.
| 발견 순서 | 피해자                                                  | 발견 일자                 | 발견 장소                                                            | 부검 보고서 | 사망추정시각                                | 살해 일자                | 살해 순서(추측) |
| --------- | ------------------------------------------------------- | ------------------------- | -------------------------------------------------------------------- | --- | ------------------------------------------- | ------------------------ | --------------- |
| 1         | 에드워드 앤드러시 (Edward Andrassy)                     | 1935년 9월 23일           | 킹스베리런 잭애스힐 구역                                             | 앤드러시는 무명남 1에게서 30 피트(9.1 미터) 떨어진 곳에서 발견되었다. 시체는 목이 잘리고 완전거세되었다. 머리는 발견되었다. | 2 ~ 3일                                     | 1935년 9월               | 2               |
| 2         | 무명남 1 (John Doe I)                                   | 1935년 9월 23일           | 킹스베리런 잭애스힐 구역                                             | 신원이 밝혀지지 못한 남성의 시체. 완전거세 및 참수를 당했으며, 머리는 발견되었다. 피부에 화학물질이 처리되어 가죽처럼 붉게 변했다. | 최초 추정은 7 ~ 10일, 나중에 3 ~ 4주로 개정 | 1935년 8월 또는 9월      | 1               |
| 3         | 플로렌스 제네비브 폴릴로 (Florence Genevieve Polillo)   | 1936년 1월 26일 / 2월 7일 | 클리블랜드 도심지 20번가 동쪽 2315번지와 2325번지와 오렌지 대로 사이 | 시체는 참수되어 있었으며 머리는 찾지 못했다. | 2 ~ 4일                                     | 1936년 1월               | 3               |
| 4         | 무명남 2 (John Doe II) 소위 "문신남" "The Tattooed Man" | 1936년 6월 5일            | 킹스베리런                                                           | 피해자는 산 채로 참수되었다. 머리는 발견되었다. | 2일                                         | 1936년 6월               | 5               |
| 5         | 무명남 3 (John Doe III)                                 | 1936년 7월 22일           | 클리블랜드 서쪽 브루클린의 빅크릭 구역                               | 피해자는 산 채로 몸이 토막 났다. 머리는 발견되었다. 신원은 밝혀지지 않아 서쪽 피해자라고만 불리고 있다. | 2개월                                       | 1936년 5월               | 4               |
| 6         | 무명남 4 (John Doe IV)                                  | 1936년 9월 10일           | 킹스베리런                                                           | 몸통의 절반만 발견되었다. 엉덩이 아래로는 남은 것이 없었고 머리도 발견되지 않았다. 신원도 밝혀지지 못했다. | 2일                                         | 1936년 9월               | 7               |
| 7         | 무명녀 5 (Jane Doe V)                                   | 1937년 2월 23일           | 이리호 유클리드 비치파크 모래사장                                    | 1934년 "호수의 여인" 피해자의 시체가 발견된 곳과 같은 곳에서 발견되었다. 신원은 불상이고 머리는 발견되지 않았다. | 3 ~ 4일                                     | 1937년 2월               | 8               |
| 8         | 무명녀 6 (Jane Doe VI)                                  | 1937년 6월 6일            | 로렌-카네기 교 아래                                                  | 유일한 흑인 피해자. 시체는 참수되었으며, 갈빗대가 없었다. 머리는 발견되었다. | 1년                                         | 1936년 6월               | 6               |
| 9         | 무명남 7 (John Doe VII)                                 | 1937년 7월 6일            | 빈민가 클리블랜드 플래츠를 지나가는 카이어호가 강변에 떠밀려옴       | 이 남성 시체는 몸통만 발견되고 머리는 발견되지 않았다. | 2 ~ 3일                                     | 1937년 7월               | 9               |
| 10        | 무명녀 8 (Jane Doe VIII)                                | 1939년 4월 8일            | 카이어호가 강                                                        | 4월 8일, 피해자의 다리 한 짝만 발견되었다. 5월 2일 서쪽 3번가 다리 밑 강물에 떠다니던 넓적다리가 발견되었다. 경찰은 다리 밑을 수색하여 삼베 자루를 발견했으며 자루 안에는 머리 없는 몸통과 나머지 넓적다리와 왼발이 들어 있었다. 머리를 비롯한 다른 신체 부위는 발견하지 못했다. 몸에서 약물 성분이 검출된 유일한 피해자이다. | 3 ~ 5일                                     | 1938년 4월               | 12              |
| 11        | 무명녀 9 (Jane Doe IX)                                  | 1938년 8월 16일           | 9번가 동쪽 레이크쇼어 쓰레기장                                       | 참수된 여성 시체. 머리는 발견되었다. | 4 ~ 6개월                                   | 1938년 2월 ~ 4월         | 11              |
| 12        | 무명남 10 (John Doe X)                                  | 1938년 8월 16일           | 9번가 동쪽 레이크쇼어 쓰레기장                                       | 무명녀 9와 함께 발견되었다. 남성 시체이며 참수되었다. 머리는 깡통 속에서 발견되었다. 신원은 확인되지 못했다. | 7 ~ 9개월                                   | 1937년 11월 ~ 1938년 1월 | 10              |

## 추정되는 희생자
1934년 9월 5일에 발견된 신원미상의 여성 시체(Lady of Lake)를 이 사건의 희생자로 보는 견해도 있다. 또한 1936년 7월 1일에 펜실베니아주 뉴캐슬의 차 안에서 발견된 목 없는 남성 시신과 1940년 5월 3일에 멕키즈록스 근처의 차 안에서 발견된, 참수된 시체들 역시 위 사건의 희생자들과 매우 비슷한 사건이다. 일련의 훼손된 시체들이 1921년과 1934년, 그리고 1938년과 1942년 사이에 뉴캐슬에서 발견되기도 했다.
1950년 7월 22일에 41세의 무직 남성 로버트 로버트슨의 머리가 잘린 사체가 클리블랜드의 데번포트 거리의 한 사무실에서 발견되었다. 경찰은 이 시체가 죽은 지 최소 6~8주정도 지났다고 판단했고, 십여 년 전에 벌어진 일련의 토막 살인 사건과 매우 유사하다는 결론을 내렸다. 로버트슨은 위의 사건의 희생자들과 비슷한 소위 사회의 변두리층에 속해 있던 사람으로 가족과는 별거 중이었고 몇 번의 전과기록과 알코올 중독 증상이 있던 상태였다. 그럼에도 불구하고 경찰은 이 사건을 위의 사건과는 별개의 사건으로 처리하였다.

## 용의자
수많은 이견이 있지만 프랭크 돌레찰과 프란시스 스위니가 범인으로 가장 자주 언급된다.
돌레찰은 플로렌스 폴릴로의 살해범으로 체포되었고 1939년 8월 24일에 감옥에서 의문사했다. 죽은 뒤, 돌레찰에게서 6개의 갈비뼈 골절이 확인되었는데 그의 친구는 그가 6주 전에 경찰에 체포될 때만 해도 없던 상처라고 증언하였다. 연구자들은 그가 비록 폴릴로를 정당 방위 차원에서 살해했다는 증언에도 불구하고 그가 범인이라는 증거가 불충분하다고 믿어왔으며 또한 돌레찰은 체포 이후 그의 증언이 경찰의 폭행과 협박에 의한 것이었다면서 증언을 철회하였다.
다른 용의자인, 의사 프란시스 스위니는 경찰과의 심문에서 공인받은 거짓말 탐지기 테스트를 받았으며 두 번 모두 통과하지 못했다. 그럼에도 불구하고 그는 경찰의 수사망을 계속해서 벗어났고 결국 단 한 번도 기소되지 않은 채로 1964년에 오하이오 데이튼의 한 병원에서 죽었다.

## 같이 보기
- 템스 토막 살인 사건

## 참조

### 관련서적
- Collins, Max Allan. 《Butcher's Dozen》. Bantam Books. ISBN 978-0-553-26151-6. 다음 글자 무시됨: ‘year paperback, 1988’ (도움말)
- Brady, Ian (Hardback, 2001). 《The gates of Janus》. Feral House. ISBN 978-0-922915-73-6.
- Badal, James Jessen (paperback, 2001). 《In the Wake of the Butcher: Cleveland's Torso Murders》. Kent State University Press. ISBN 978-0-8733-8689-0.
- Stone, Mark Wade (2004). 《The Fourteenth Victim - Eliot Ness and Torso Murders》. Storytellers Media Group. ISBN 0-9749575-3-4.
- Bellamy, John Stark (paperback, 1997). 《The Maniac in the Bushes and More Tales of Cleveland Woe》. Gray and Company. ISBN 1-886228-19-1.
- Nickel, Steven (paperback, 2001). 《Torso: Eliot Ness and the Search for a Psychopathic Killer》. John F Blair Publishers. ISBN 0-89587-246-3.
- Cooke, John Peyton (Hardback, 1993). 《Torsos》. Mysterious Press. ISBN 0-89296-522-3.
- Black, Lisa (Hardback, 2010). 《Trail of Blood》. HarperCollins. ISBN 978-0-06-198933-9.
- Rasmussen, William T. (paperback,2005). 《Corroborating Evidence II: The Cleveland Torso Murders》. Sunstone Press. 다음 글자 무시됨: ‘ ISBN+ 0-86534-536-8’ (도움말);